# Dvorec Domineče
Dvorec Domineče (nemško Dominetschhof) je bil dvorec, ki je stal pri vasi Boršt v občini Metlika.
EŠD: neregistriran objekt znotraj območja 11097
Koordinati: 45°36'4,04" N 15°15'40,93" E

## Zgodovina
Po Valvasorju naj bi ga zgradil Peter Dominič, ki ga je imel v posesti leta 1563 in je po njem tudi imenovan. Danes o dvorcu ni vidnih sledi.